# カート・アングル
カート・アングル（Kurt Angle、1968年12月9日 - ）は、アメリカ合衆国の男性プロレスラー、元レスリング選手。ペンシルベニア州ピッツバーグ出身。

## 概要
1996年のアトランタオリンピックでのレスリングフリースタイル100kg級金メダリスト。また、全米選手権を6度制した。
プロレスにおける実際のファイトスタイルも、レスリング仕込みの関節技、投げ、寝技を主体とするもので、トレードマーク技は足首を捻り上げるアンクル・ロック。試合が佳境に入るとシングレットの上半身をはだけ、関節技、寝技に打撃も加えた器用さを発揮する。
金メダルを鼻にかけ、エリート意識を剥き出しにするキャラクターで活動しており、アスリートとしての類い希なる実力よりも、ずるさを前面に押し出したヒールを演ずることが多い。それゆえ、カートが入場する際には曲に合わせて「You Suck!!（ユー・サック!!・日本での放送では「へなちょこ」と訳されている）」と観客が大合唱するのが恒例となっている。この合唱が定着したことにより、元々『Medal』であったテーマ曲の名前が『I Don't Suck（Really）』と変更された（なお、このテーマ曲は、カートがデビューする以前からパトリオットやサージェント・スローターなど、愛国者ギミックを用いる複数のレスラーに使用されていた）。
また、マイクアピールも上手く、話す台詞の間に観客から「What?（字幕では『はぁ？』）」と茶々を入れられるのも定番となっている。
マイクパフォーマンスの最後には「it's true it's true（本当に本当だぞ）」と言うのが定番となっている。

## 来歴

### レスリング
学生時代からレスリングで活躍し、後に総合格闘技で活躍したマーク・ケアーやマーク・コールマン、ダン・スバーン、シルベスター・ターカイにも勝利している。アトランタオリンピック前に首を故障しながらも金メダルの獲得（この時のアメリカ代表のコーチはデイヴ・シュルツ）。しかし、決勝の相手がアメリカと関係の悪いイラン出身で、決して相手に勝ち切ったとは言えない内容から地元贔屓の判定も囁かれている。これを契機に現役を引退。CMに出演するなどのほか、地元ピッツバーグでスポーツキャスターとして活動していた。しかし長年スポーツ・エリートとして生きてきたアングルはこの生活に飽き、自らプロレスラーへの転向を計画する。なお一度ECWにゲスト出演したことがあるが、団体の雰囲気に気分を害した（十字架を使ったギミックに激怒）ため、以降は出演無し。

### プロレス

#### WWF / WWE
1998年にWWE（当時はWWF）とマイナー契約し、ドリー・ファンク・ジュニアやトム・プリチャードのコーチを受ける。初登場は98年3月7日に放送されたHeatでタイガー・アリ・シンに挑発される形で客席から呼び出されるという形だった。ダークマッチでの初登場は同年の4月11日、ブライアン・ローラー（グランマスター・セクセイ）戦。インディ団体での修行期間を経て、1999年11月のSurvivor Series 1999にて公式デビュー。ショーン・スタージャックを倒して初勝利を挙げた。
2000年2月にはインターコンチネンタル王座、ヨーロピアン王座を相次いで獲得。10月22日にはザ・ロックを破りWWF王座を初戴冠。同年には当時はまだギミック上の夫婦であったトリプルHとステファニー・マクマホンとの三角関係ストーリー、またストーン・コールド・スティーブ・オースチンとの抗争を展開するなど、試合のみならずストーリーにおいても中心人物の一人となっていく。2001年のWWF対アライアンス抗争ではアライアンス軍の主力として活躍。しかし、試合中にストーン・コールドを裏切り、WWFの勝利に貢献した。
2002年のWWEブランド分割時にはスマックダウンにドラフト2位で加入。エッジとの間で抗争を展開。遂には敗者髪切り戦に発展するが敗れ、以降現在までスキンヘッドとなった。当初はカツラを被って試合をしていた。スキンヘッドになった理由は、一つにはシングルプレーヤーに転向したばかりのエッジの売り出しに一役買ったからだが、本人も「ストーンコールドがいなくなったので、ハゲキャラを頂こうと思った」と語っており、おいしいと思っていたようだ。秋からは宿敵クリス・ベノワとのタッグで初代WWEタッグ王者決定トーナメントにエントリー。優勝を果たすが、すぐにベノワとは仲間割れした。この時期は毎日のようにベノワと激闘を繰り広げ、2人のスープレックスを多用するスタイルで怪我人が続出。後に「試合のスマックダウン・ドラマのロウ」と言われる決定的な原因を作った。12月にはブロック・レスナーから勝利し、王者となったビッグ・ショーを破ってWWE王座を獲得。
2003年に入ると、新人だったシェルトン・ベンジャミン、チャーリー・ハースのレスリング経験者を率い、リーダーとなってチーム・アングルを結成。WrestleMania XIXでのブロック・レスナーとのWWE王座戦以降、首の治療のための欠場を経てベビーフェイスに転向し復帰(レスナーとの抗争時に影武者として兄のエリック・アングルが登場している)。チーム・アングルからは追い出される。復帰後もレスナーとのストーリーを展開した。
2004年2月、エディとの因縁からヒールターンしてレッスルマニア20でエディ・ゲレロのWWE王座に挑戦。同大会の終了後、持病の首や2003年末に痛めていた足の怪我の治療を行うためにレスラー活動を一旦停止する。ただし、スマックダウンのGMに就任し、番組には出続けた。GM就任の際は、暴れたビック・ショーに高いところから突き落とされた際の足の怪我が原因で車椅子生活となり二度とレスラーに復帰できない、というギミックが設定されていた。ゲレロとの抗争を続け、怪我の具合がよくなると、マスクマンに扮して試合に乱入したり車椅子から立ち上がって松葉杖で攻撃したりなどしていた。7月に復帰、なお復帰第一戦は日本でのハウス・ショー（7月17日・日本武道館大会）だった。復帰の際はビンス・マクマホンがスマックダウンにやってきて、GM職からの解雇と試合復帰を命じるストーリーが描かれた。ゲレロとの抗争終了後から、WWE所属でない「地元の英雄」レスラーをリングに招待し、3分間自身の攻撃に耐えたら五輪の金メダルをプレゼントするという「招待試合」を行っていた。これはアングルの首の怪我にできるだけ障らないための処置であった。
Royal Rumble 2005ではWWE王者のJBL、ビッグ・ショーとトリプルスレット形式で王座に挑戦するも、JBLのクローズライン・フロム・ヘルを受けて敗戦。試合後にナンジオのロイヤルランブル・マッチ出場権を強奪し、急遽参戦するもショーン・マイケルズによって敗退させられる。激昂したアングルは敗退後に乱入し、マイケルズをリングアウトにさせてから鉄階段を使って攻撃。この事件が後のアングルとマイケルズの抗争の始まりとなった。
Royal Rumble以降、WrestleMania 21で行われるWWE王座戦挑戦者決定トーナメントに参戦するも、No Way Out 2005で行われた決勝戦でジョン・シナに敗れる。WrestleMania 21では前述の経緯からマイケルズと試合を行い勝利。この試合は名勝負として非常に高い評価を受ける。
2005年のドラフトによりRAWに移籍。マイケルズやユージンと金メダルを賭けての抗争を経て、GMのエリック・ビショフと組みWWE王者ジョン・シナとの抗争を開始。11月からはデバリがカートのマネージャー役としてシナとの抗争に加わった。2006年1月2日に開催されたその年最初のRAWでWWEでは5年ぶりとなるファースト・ブラッド・マッチを行い、シナに勝利。New Year's Revolution 2006では自身初となるエリミネーション・チェンバー・マッチに参戦するも敗退。
RAWとの契約が2005年内で切れていたという設定でベビーフェイスとして1月13日にSmackDown!に移籍し、同日バティスタが怪我のため世界ヘビー級王座を返上したことによるバトルロイヤル形式の王者決定戦に急遽参戦して優勝、王座戴冠。Royal Rumble 2006でマーク・ヘンリー、No Way Out 2006ではジ・アンダーテイカーからこれを防衛する。WrestleMania 22ではレイ・ミステリオ、ランディ・オートンを挑戦者に迎えトリプルスレット形式でSmackDown!のメインで対戦するも、ミステリオがオートンをフォールして王座から陥落した。
WrestleMania 22以降、SmackDown!で復活したキング・オブ・ザ・リングに参戦し、1回戦でオートンに勝利。しかし4月28日ミステリオとの世界ヘビー級王座戦中に乱入したヘンリーの襲撃を受け負傷、2回戦を辞退した。Judgment Day 2006でヘンリーに挑戦するが、カウントアウト負けを喫している。
5月29日に開催されたRAWでポール・ヘイマンから指名を受け復活したECWに移籍。オートンとの抗争を続けECW One Night Stand 2006では勝利するも、Vengeance 2006では敗北。その後はロブ・ヴァン・ダムとの抗争に入ったが体調は以前にも増して優れず、8月13日のハウス・ショーでのヴァン・ダム戦で股間を始め全身を負傷。これが実質的なWWE最後の試合となった。
8月25日、個人的な問題や健康状態（痛み止め薬の服用など）を理由にWWEから解雇された。WWE側からのプレスリリースでは「円満退団」とされていたが、実際はアングルはWWE側の「要求」を受け入れずにWWEが解雇扱いにしたと言われている。9月、プロレスを引退しての総合格闘技への参入を表明した（これは後述のTNA参戦をカモフラージュするためのフェイクだったとも言われている）。

#### TNA
2006年9月25日、全米第二の規模の新興プロレス団体TNA のTVショー内で移籍契約をしたと電撃発表。10月9日に初登場すると、いきなり同団体のトップレスラー、サモア・ジョーとの短期抗争を経て、3月頃には古巣のWWEでは全く試合を交えなかったスコット・スタイナーとの抗争を開始、TNA世界ヘビー級のベルトも奪取した。
2007年1月16日、新日本プロレスへの参戦を発表。2月28日、永田裕志とタッグを組んでトラヴィス・トムコ & ジャイアント・バーナードの王者チームと対戦。この時の観客は「USA」コールを少々する程度しかカートにチャントをしておらず、むしろ永田の方ばかりに歓声が飛んだ。6月29日、IGF旗揚げ戦でWWE時代から長く抗争を続けていたブロック・レスナーとシングルで対戦しアンクル・ロックで勝利し、レスナーが保持していたIWGPヘビー級王座（IWGP 3rd）のベルトを手中に収めた。12月20日、IGF「GENOME2」でケンドー・カシン、2008年1月4日、新日本プロレス東京ドーム大会で永田裕志と「IWGP3rdベルト」を賭けて対戦し共にアンクル・ロックで勝利を収めた。2月17日の新日本プロレス両国国技館大会で中邑真輔とのベルト統一戦で敗戦。3rdベルトを手放す。
2009年4月5日、両国国技館大会でIWGPヘビー級王座を賭けて棚橋弘至と対戦したが敗れた。
2014年9月21日、契約満了により、退団。そして、2016年をめどに、プロレスラーを引退することを表明した。その後、TNAと再契約することが決定した。これは、以前からWWEからかねてからのオファーが来ており、それによってTNAに残るかWWEに移籍するか悩んでいたが、WWEが提示するフルタイム契約がアングルが希望するパートタイム契約と相いれずこれを辞退し、TNAに残ることを決めたため。

#### WWE
2017年1月16日、WWE・RAWにてWWE殿堂に迎えられることが発表される。3月31日、フロリダ州オーランドのアムウェイ・センターで殿堂入り式典が行われた。インダクターにはジョン・シナが務める。スピーチではカウボーイハットやカツラを着用して会場を盛り上げると最後には牛乳を取り出して往年の名台詞である "It's true. it's damn true!（ホントにホントさ！）" で締めくくり、一気飲みをするパフォーマンスを見せた。4月3日、RAWにてビンス・マクマホンよりRAW新GMとして呼ばれ、登場を果たす。7月17日、RAWにてマイクアピールを行い、新たなRAW所属のメンバーとしてジェイソン・ジョーダンをクラリオン大学ペンシルベニア校に在籍していた時代に付き合っていた彼女との間にできた子供という体のギミックで呼び登場させる。リングに上げるとジョーダンと抱擁を交わした。10月22日、TLC 2017にてロマン・レインズが感染症を患い欠場した代役として11年ぶりにWWEの試合に出場。セス・ロリンズ & ディーン・アンブローズと組んでザ・ミズ & ブラウン・ストローマン & ケイン & シェイマス & セザーロとハンディキャップ制のTLCマッチを行う。中盤にストローマンのパワースラムを喰らい、救護班に運ばれ離脱するがロリンズとアンブローズが窮地に陥った際に復帰。最後にミズに対してトリプル・パワーボムを決めて勝利した。
2019年のレッスルマニア35で引退を発表し、バロン・コービンとの引退試合に臨んだが、敗戦。引退の花道を飾ることはできなかった。引退後は裏方としてWWEを支えた。2020年3月、アメリカ国内で2019新型コロナウイルスの感染が拡大すると、WWEは観客を集める興行を行うことができなくなった。このため同年4月15日、他のレスラーとともにWWEを解雇された。

## 得意技

### フィニッシュ・ホールド

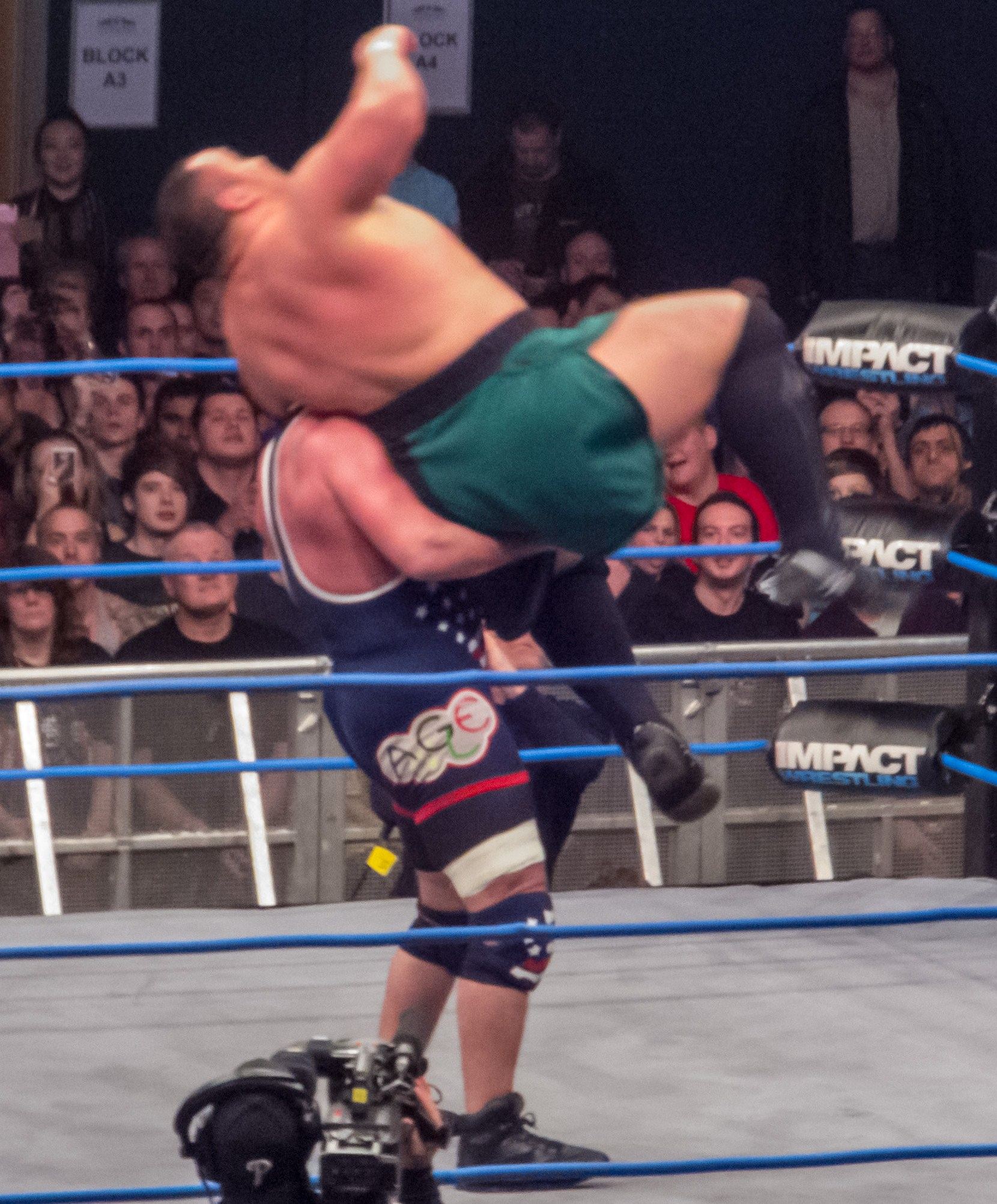
アングル・スラム
カートのオリジナル技であり、代名詞的フィニッシュ・ホールド。
考案当初はレスリング出身のカートがアトランタオリンピックのレスリングフリースタイル100kg級金メダリストであったことからオリンピック・スラムの名称で使用していたが後年に国際オリンピック委員会からのクレームにより、名称をアングル・スラムに改名。ただし、スペイン語の実況ではスープレックス・オリンピコと呼ばれている。巨漢レスラーのビッグ・ショーを持ち上げたこともあり、それも試合の醍醐味となっている。

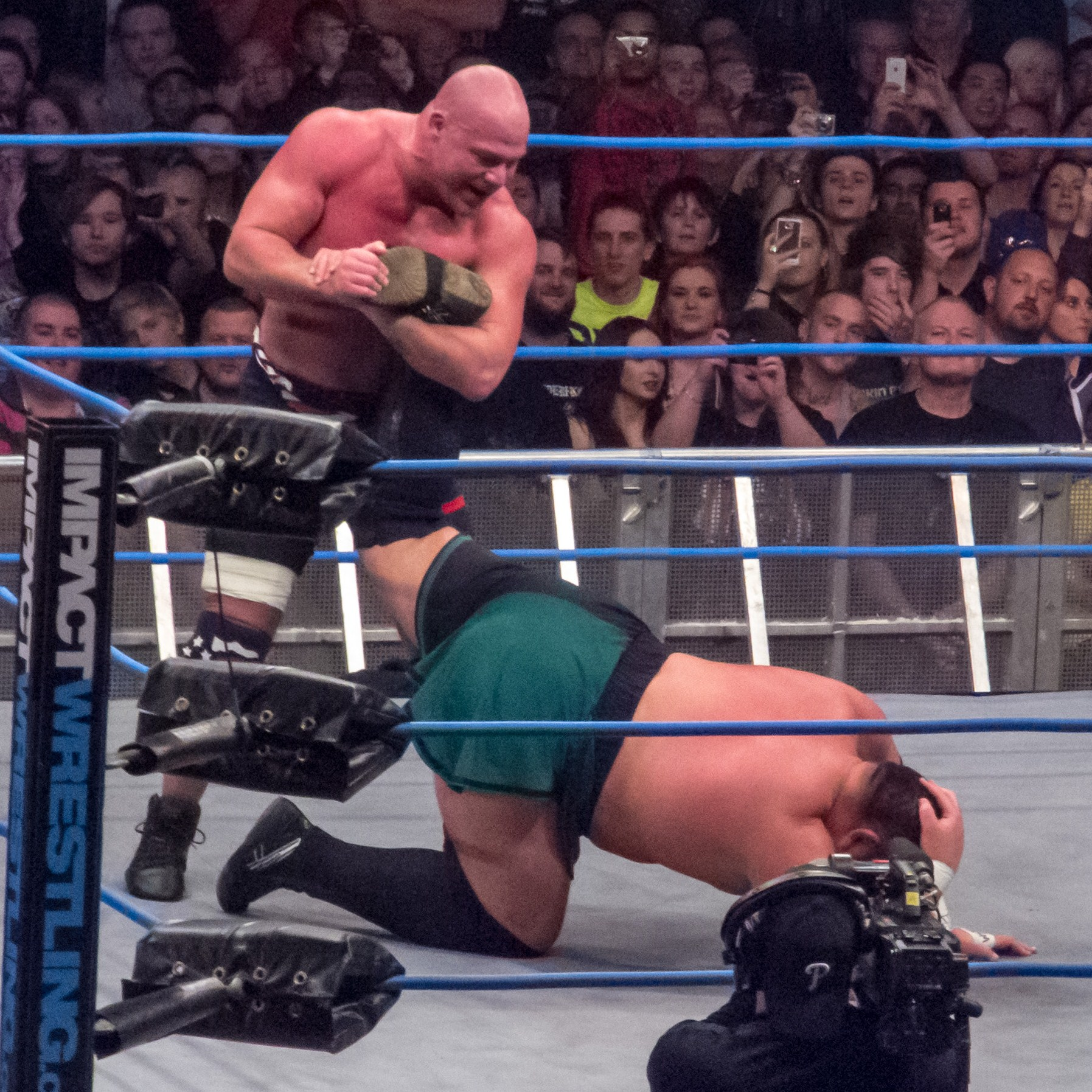
アンクル・ロック
足首固め。
カートの代名詞的フィニッシュ・ホールド。ダウンした相手の関接を極める技なので、比較的簡単に仕掛けることができ、実用性が高い。通常はスタンディングで仕掛けるが、ロープエスケープした相手をリング中央まで引きずり戻し、自ら倒れ込みながら膝十字固めとの併用で仕掛けるグレイプバイン・アンクル・ロックは脱出不可能であり、クリス・ベノワやブロック・レスナー、ショーン・マイケルズといった名だたるレジェンドをタップ・アウトさせた。ちなみに上記のアングル・スラムやアンクル・ロックを仕掛ける際、コスチュームの肩紐をはだけて上半身を露出させて気合を漲らせるシーンはカートの試合のハイライトである。

### 打撃技
エルボー
エルボー・スタンプ
エルボー・スマッシュ
バック・エルボー
バック・ハンド・チョップ
ナックルパンチ
ハンマー・ブロー
クローズライン
ドロップキック
延髄斬り

### 投げ技
DDT
スナップ・スープレックス
スーパープレックス
ジャーマン・スープレックス
ベリー・トゥ・ベリー・スープレックス
ベリー・トゥー・バック・スープレックス
抱え上げ式バックドロップを使用。
フィッシャーマンズ・スープレックス

### 飛び技
ムーンサルト・プレス
カートが大一番で使用する隠し技。非常に滞空時間が長く、高く飛ぶことによって飛距離を短く、美しい弧を描いているのが特徴であるが、それだけに回避をとられやすく成功率は低い。ベノワとの金網戦ではコーナーではなく金網の天辺から敢行。避けられて壮絶な自爆となった。試合後にビンス・マクマホンに「素晴らしい試合だったぞ！」と抱きしめられたが直後に耳元で「二度とあんな危険なマネはするな」と真面目なトーンで注意されたという。

## 入場曲
- Medal
- I Don't Suck
- My Quest
- Gold Medal
- Main Event Mafia

## タイトル歴

### レスリング
- ペンシルベニアレスリング王者（1987年）
- 1988年度新人賞（クラリオン大学）
- NCAAレスリングフリースタイル選手権王者 : 2回（1990年、1992年）
- エスポワール世界選手権2位（1989年）
- Yasar Doguトーナメント2位（1989年）
- カナダ杯優勝（1990年）
- レスリング世界選手権優勝（1995年）
- アトランタオリンピックフリースタイル100kg級優勝（1996年）
- National Amateur Wrestling Hall of Fame（2001年）

### プロレス
WWF / WWE
- WWE王座 : 4回
- WWE世界ヘビー級王座 : 1回
- WWE IC王座 : 1回
- WWEヨーロピアン王座 : 1回
- WWEハードコア王座 : 1回
- WWEタッグ王座 : 1回（w / クリス・ベノワ）
- WCW世界ヘビー級王座 : 1回
- WCW US王座 : 1回
- キング・オブ・ザ・リング : 2000年優勝
- トリプルクラウン達成 : 2002年
- グランドスラム達成 : 2002年
- WWE殿堂 : 2017年

TNA
- TNA世界ヘビー級王座 : 6回
- TNA世界タッグ王座 : 2回（w / スティング→w / AJスタイルズ）
- TNA Xディヴィジョン王座 : 1回
- トリプルクラウン達成
- キング・オブ・ザ・マウンテン : 2007年、2009年優勝
- TNA殿堂

IGF
- IWGPヘビー級王座（IGF版） : 1回（第45代）

PPW
- PPWヘビー級王座 : 1回

## 映画出演
- ウォーリアー（2011年）
- シャークネード カテゴリー2（2014年）